# Kirchberg BE
| BE ist das Kürzel für den Kanton Bern in der Schweiz. Es wird verwendet, um Verwechslungen mit anderen Einträgen des Namens Kirchberg zu vermeiden. |

Kirchberg (berndeutsch Chiuperg [ˈxɪʊpərɡ]) ist eine Einwohnergemeinde im Schweizer Kanton Bern. Sie gehört zum Verwaltungskreis Emmental und liegt etwa 24 km nordöstlich der Stadt Bern.

## Geographie
Kirchberg liegt auf der rechten Seite der Emme, die hier von bedeutenden Verkehrslinien gequert wird. Zu Kirchberg gehört auch der Weiler Bütikofen. Durch den östlichen Teil des Gemeindeareals fliesst die Ösch. Von der etwa 905 Hektaren grossen Gemeindefläche sind 135 ha Siedlungsfläche, 458 ha landwirtschaftliche Nutzfläche und etwa 301 ha Wald.
Nachbargemeinden sind die Stadt Burgdorf im Süden, Lyssach und Rüdtligen-Alchenflüh im Südwesten sowie Utzenstorf, Ersigen und Rumendingen im Norden.

## Geschichte

Luftbild von Walter Mittelholzer (1919)

Der Name des Dorfes stammt von der seit dem frühen Mittelalter bestehenden Kirche auf dem Kirchhoger, einem Hügel beim Höchfeld. Die heutige Kirche stammt aus dem Jahr 1506.
Früheste urkundliche Erwähnungen des Ortes stammen von 994 (Abschrift von 1266) als Kyrchberc und 1182/83 als Chilhberch. Zu dieser Zeit gehörte das Dorf dem Kloster Seltz im Elsass. Im Jahre 1481 wurde Kirchberg von der Stadt Bern gekauft. In der Helvetik wurde der Grund dann an die rechtsamen Besitzer verschenkt, die gemeinsam genutzten Wälder und Allmenden gingen in Privatbesitz über. Bereits im 18. Jahrhundert wurden in Kirchberg Fabriken betrieben, die für den Export produzierten.

## Bevölkerung
Seit dem Anfang des 20. Jahrhunderts hat sich die Bevölkerungszahl mehr als verdreifacht. Am 31. Dezember 2016 zählte die Gemeinde 5'914 Einwohner (1. Januar 2001: 5'326, 31. Dezember 2005: 5'526, 31. Dezember 2006: 5'614).
| Jahr      | 1850 | 1880 | 1888 | 1900 | 1910 | 1920 | 1930 | 1941 | 1950 |
| Einwohner | 1092 | 1535 | 1512 | 1733 | 2069 | 2316 | 2498 | 2581 | 2776 |
|           |      |      |      |      |      |      |      |      |      |
| Jahr      | 1960 | 1970 | 1980 | 1990 | 2000 | 2010 | 2017 | 2019 | 2023 |
| Einwohner | 3304 | 3595 | 3966 | 4760 | 5244 | 5579 | 5940 | 5916 | 5889 |

## Politik
Oberstes Organ der Gemeinde sind die Stimmberechtigten (Art. 35 Gemeindeordnung GeO). Sie wählen an der Urne die Gemeindeexekutive, den siebenköpfigen Gemeinderat, dem der Gemeindepräsident vorsteht (Art. 37 GeO). An der Urne wird auch über die Bewilligung von einmaligen neuen Ausgaben über 1,2 Mio. Franken abgestimmt (Art. 40 GeO). Über alle anderen Gemeindeangelegenheiten entscheidet die mindestens zweimal jährlich einberufene Gemeindeversammlung (Art. 43 GeO). Diese wählt den Gemeindepräsidenten (Art. 42 GeO), welcher die Gemeindeversammlung leitet, den Vollzug ihrer Beschlüsse überwacht und den Gemeinderat bei repräsentativen Aufgaben unterstützt (Art. 51 GeO).
Für die Legislaturperiode vom 1. Januar 2025 bis 31. Dezember 2028 wurde als Gemeindepräsident Andreas Wyss (FDP) als Nachfolger von Marianne Nyffenegger (SVP) gewählt.
Die Stimmenanteile der Parteien anlässlich der Nationalratswahl 2023 betrugen: SVP 31,1 % (+0,7 %), SP 18,8 % (+3,3 %), FDP 12,9 % (+0,8 %), Mitte 12,5 % (−2,4 %), glp 10,5 % (−0,4 %), GPS 5,5 % (−2,7 %), EVP 4,0 % (+0,7 %), EDU 1,3 % (+0,2 %).

## Verkehr
Kirchberg liegt an der Autobahn Bern–Zürich, die westlich des Dorfes einen Anschluss aufweist, und an der Bahnlinie Burgdorf–Solothurn (BLS, ehemals Regionalverkehr Mittelland) mit dem Bahnhof Kirchberg-Alchenflüh auf der linken Seite der Emme.
Seit 2001 entlastet eine Umfahrungsstrasse die Gemeinde vom Zubringerverkehr zum Autobahnanschluss Kirchberg. Waren es Anfang 2001 noch 19'800 Fahrzeuge pro Tag, sind es nach Eröffnung noch 10'700 Fahrzeuge, die durch das Zentrum von Kirchberg fahren. Die Umfahrung führt über eine neue Emmebrücke.
Die Eisenbahn-Neubaustrecke Mattstetten–Rothrist unterquert die Emme bei Kirchberg im Emmetunnel.

## Sport

### Sporthalle «Grossmatt»
2005 wurde die Dreifach-Turnhalle «Grossmatt» fertiggestellt, in welcher seit der Eröffnung unter anderem internationale Spiele von Nationalmannschaften der Sportarten Handball und Unihockey ausgetragen wurden. 2007 fanden hier die Schweizer Elite-Meisterschaften im Tischtennis sowie die U-19-Unihockey-Weltmeisterschaften statt. Am Finaltag bei den Spielen um Platz 3 Schweiz – Finnland und dem anschliessenden Final Tschechien – Schweden war die Halle mit 1'300 Zuschauern ausverkauft. Häufig belegt ist die Halle vom Turnverein Kirchberg sowie Faustball-, Unihockey- und Handballvereinen der Region, welche auch Meisterschaftsspiele in der Halle austragen.

## Sehenswürdigkeiten
- Reformierte Kirche und Pfarrhaus.[12]
- Campagne Kleehof

## Persönlichkeiten
- Johannes Huldrich Ragor (1534–1604), Pfarrer im Ort
- Eduard Sury (1808–1847), Berner Grossrat und Freischarenführer
- Edwin Nil (1833–1893), evangelischer Pfarrer